# فريدريك هانتينغتون دوغلاس
فريدريك هانتينغتون دوغلاس (بالإنجليزية: Frederic Huntington Douglas)‏ هو أمين فني أمريكي، ولد في 1897، وتوفي في 23 أبريل 1956.